# Arnold I van Chiny
Arnold I van Chiny (ca. 1045 - 16 april 1106) was een zoon van Lodewijk II van Chiny uit het karolingische huis der Herbertijnen en van Sophia. Hij volgde zijn vader rond 1066 op als graaf van Chiny en had diverse geschillen met de geestelijkheid en de bisschop van Luik. In 1084 probeerde hij tevergeefs Richildis van Henegouwen te schaken. Samen met Koenraad I van Luxemburg stichtte hij in 1070 de abdij van Orval en begunstigde nog vele andere geestelijke instellingen, om te boeten voor zijn talrijke misdaden.
Arnold was in zijn eerste huwelijk getrouwd met Adelheid, dochter van Hilduinis IV van Montdidier, graaf van Ramerupt-Roucy, en werd de vader van:
- Otto II
- Lodewijk
- Hedwige, gehuwd met Dodo van Cons
- Clementia, gehuwd met Hugel van Waha, burggraaf van Mirwart
- Beatrix
- dochter, moeder van Arnold, aartsdeken van Trier, en Kuno

In zijn tweede huwelijk was Arnold getrouwd met Ermengarde, uit dit huwelijk zijn geen kinderen bekend. In zijn derde huwelijk was Arnold getrouwd met Agnes, zij hadden een zoon:
- Adalbero III, bisschop van Verdun.

Arnolds eerste vrouw Adelheid werd begraven in de abdij van Sint-Hubertus. Bekende voorouders van Adelheid zijn:
- Hildouin IV van Montdidier (ca. 1015 - ca. 1063) en Adelheid van Roucy (1019 - ca, 1063)
  - Hildouin III van Montdidier (ca. 985 - na 1037), heer van Ramerumpt
    - Hildouin II van Montdidier (ca. 955 - na 992), graaf van Montdidier, heer van Ramerupt, maakte in 992 een pelgrimstocht naar Jeruzalem
      - Helpuin van Arcis sur Aube (ca. 925 - na 970) en Hersinde van Ramerupt (ca. 935 - na 970)

  - Ebles I van Roucy (988 - Reims, 11 maart 1033) en Beatrix van Henegouwen (998 - na 1035). Ebles was graaf van Reims en Roucy, hij scheidde voor 1021 van Beatrix om aartsbisschop van Reims te worden. Beatrix hertrouwde met Manasses de Ramerumpt, broer van Hildouin III. 
    - Giselbert van Roucy (ca. 956 - tussen 991 en 1000) en een onbekende vrouw uit hoge adel uit Aquitanië. Giselbert was graaf van Roucy en burggraaf van Reims, hij steunde Hugo Capet in 987 maar koos in 990 de kant van Karel van Neder-Lotharingen.
      - Ragenold van Roucy en Alberada van Lotharingen (930 - 15 maart 973), dochter van Giselbert II van Maasgouw en Gerberga van Saksen
      - speculatief: Willem III van Aquitanië en Adela van Normandië (917 - na 969), dochter van Rollo

    - Reinier IV van Henegouwen en Hedwig van Frankrijk (969 - na 1013), dochter van Hugo Capet